# Světový pohár v biatlonu 2010/2011
Světový pohár v biatlonu 2010/2011 byl 34. ročník Světového poháru pořádaný Mezinárodní biatlonovou unií (IBU). Sezóna začala 1. prosince 2010 ve švédském Östersundu a skončil 20. března 2011 v norském Oslu. Součástí světového poháru bylo i mistrovství světa konané od 3. března do 13. března 2011 v Chanty-Mansijsku.
Obhájci celkového vítězství byli Nor Emil Hegle Svendsen a Němka Magdalena Neunerová, kteří však celkého prvenství neobhájili. Vítězem světového poháru mužů se stal jiný Nor Tarjei Bø, v ženské kategorii se radovala Finka Kaisa Mäkäräinenová.

## Program
Kompletní program Světového poháru v biatlonu 2010/11:
| Místo konání         | Datum konání          | Sprint | Stíhací závod | Závod s hromadnýmstartem | Vytrvalostní závod | Štafeta | Smíšená štafeta |
| -------------------- | --------------------- | ------ | ------------- | ------------------------ | ------------------ | ------- | --------------- |
| Östersund            | 1.–5. prosince 2010   | ●      | ●             |                          | ●                  |         |                 |
| Hochfilzen           | 10.–12. prosince 2010 | ●      | ●             |                          |                    | ●       |                 |
| Pokljuka             | 16.–19. prosince 2010 | ●      |               |                          | ●                  |         | ●               |
| Oberhof              | 5.–9. ledna 2011      | ●      |               | ●                        |                    | ●       |                 |
| Ruhpolding           | 12.–16. ledna 2011    | ●      |               | ●                        |                    | ●       |                 |
| Anterselva           | 20.–23. ledna 2011    | ●      | ●             |                          | ●                  |         |                 |
| Presque Isle         | 4.–6. února 2011      | ●      | ●             |                          |                    |         | ●               |
| Fort Kent            | 10.–13. února 2011    | ●      | ●             | ●                        |                    |         |                 |
| Chanty-Mansijsk (MS) | 3.–13. března 2011    | ●      | ●             | ●                        | ●                  | ●       | ●               |
| Oslo Holmenkollen    | 17.–20. března 2011   | ●      | ●             | ●                        |                    |         |                 |
| Celkově: 63 závodů   | Celkově: 63 závodů    | 10     | 7             | 5                        | 4                  | 4       | 3               |

## Světový pohár – pódiové umístění

### Muži
| Č.  | Datum             | Místo                | Disciplína         | Délka   | Vítěz                | Druhé místo          | Třetí místo          | Žlutý trikot (po závodě) |
| --- | ----------------- | -------------------- | ------------------ | ------- | -------------------- | -------------------- | -------------------- | ------------------------ |
| 1.  | 2. prosince 2010  | Östersund            | vytrvalostní závod | 20 km   | Emil Hegle Svendsen  | Ole Einar Bjørndalen | Martin Fourcade      | Svendsen                 |
| 2.  | 4. prosince 2010  | Östersund            | sprint             | 10 km   | Emil Hegle Svendsen  | Ole Einar Bjørndalen | Martin Fourcade      | Svendsen                 |
| 3.  | 5. prosince 2010  | Östersund            | stíhací závod      | 12,5 km | Ole Einar Bjørndalen | Emil Hegle Svendsen  | Jakov Fak            | Svendsen                 |
| 4.  | 10. prosince 2010 | Hochfilzen           | sprint             | 10 km   | Tarjei Bø            | Sergej Sedněv        | Alexis Bœuf          | Svendsen                 |
| 5.  | 11. prosince 2010 | Hochfilzen           | stíhací závod      | 12,5 km | Tarjei Bø            | Simon Eder           | Ivan Čerezov         | Svendsen                 |
| 6.  | 16. prosince 2010 | Pokljuka             | vytrvalostní závod | 20 km   | Daniel Mesotitsch    | Benjamin Weger       | Sergej Sedněv        | Svendsen                 |
| 7.  | 18. prosince 2010 | Pokljuka             | sprint             | 10 km   | Björn Ferry          | Tarjei Bø            | Michael Greis        | T. Bø                    |
| 8.  | 7. ledna 2011     | Oberhof              | sprint             | 10 km   | Tarjei Bø            | Arnd Peiffer         | Michal Šlesingr      | T. Bø                    |
| 9.  | 9. ledna 2011     | Oberhof              | hromadný start     | 15 km   | Tarjei Bø            | Emil Hegle Svendsen  | Ivan Čerezov         | T. Bø                    |
| 10. | 12. ledna 2011    | Ruhpolding           | vytrvalostní závod | 20 km   | Emil Hegle Svendsen  | Martin Fourcade      | Dominik Landertinger | T. Bø                    |
| 11. | 14. ledna 2011    | Ruhpolding           | sprint             | 10 km   | Lars Berger          | Martin Fourcade      | Ivan Čerezov         | T. Bø                    |
| 12. | 16. ledna 2011    | Ruhpolding           | stíhací závod      | 12,5 km | Björn Ferry          | Martin Fourcade      | Michael Greis        | T. Bø                    |
| 13. | 20. ledna 2011    | Anterselva           | sprint             | 10 km   | Anton Šipulin        | Michael Greis        | Lars Berger          | T. Bø                    |
| 14. | 22. ledna 2011    | Anterselva           | hromadný start     | 15 km   | Martin Fourcade      | Björn Ferry          | Anton Šipulin        | T. Bø                    |
| 15. | 4. února 2011     | Presque Isle         | sprint             | 10 km   | Arnd Peiffer         | Martin Fourcade      | Ivan Čerezov         | T. Bø                    |
| 16. | 6. února 2011     | Presque Isle         | stíhací závod      | 12,5 km | Alexis Bœuf          | Ivan Čerezov         | Carl Johan Bergman   | T. Bø                    |
| 17. | 10. února 2011    | Fort Kent            | sprint             | 10 km   | Emil Hegle Svendsen  | Michal Šlesingr      | Tarjei Bø            | T. Bø                    |
| 18. | 12. února 2011    | Fort Kent            | stíhací závod      | 12,5 km | Emil Hegle Svendsen  | Martin Fourcade      | Tarjei Bø            | T. Bø                    |
| 19. | 13. února 2011    | Fort Kent            | hromadný start     | 15 km   | Martin Fourcade      | Tomasz Sikora        | Tarjei Bø            | T. Bø                    |
| 20. | 5. března 2011    | Chanty-Mansijsk (MS) | sprint             | 10 km   | Arnd Peiffer         | Martin Fourcade      | Tarjei Bø            | T. Bø                    |
| 21. | 6. března 2011    | Chanty-Mansijsk (MS) | stíhací závod      | 12,5 km | Martin Fourcade      | Emil Hegle Svendsen  | Tarjei Bø            | T. Bø                    |
| 22. | 8. března 2011    | Chanty-Mansijsk (MS) | vytrvalostní závod | 20 km   | Tarjei Bø            | Maxim Maximov        | Christoph Sumann     | T. Bø                    |
| 23. | 12. března 2011   | Chanty-Mansijsk (MS) | hromadný start     | 15 km   | Emil Hegle Svendsen  | Jevgenij Usťugov     | Lukas Hofer          | T. Bø                    |
| 24. | 17. března 2011   | Holmenkollen         | sprint             | 10 km   | Andreas Birnbacher   | Björn Ferry          | Alexander Wolf       | T. Bø                    |
| 25. | 19. března 2011   | Holmenkollen         | stíhací závod      | 12,5 km | Emil Hegle Svendsen  | Tarjei Bø            | Martin Fourcade      | T. Bø                    |
| 26. | 20. března 2011   | Holmenkollen         | hromadný start     | 15 km   | Emil Hegle Svendsen  | Jevgenij Usťugov     | Ole Einar Bjørndalen | T. Bø                    |

### Ženy
| Č.  | Datum             | Místo                | Disciplína         | Délka   | Vítězka                  | Druhé místo                | Třetí místo           | Žlutý trikot (po závodě) |
| --- | ----------------- | -------------------- | ------------------ | ------- | ------------------------ | -------------------------- | --------------------- | ------------------------ |
| 1.  | 1. prosince 2010  | Östersund            | vytrvalostní závod | 15 km   | A C Olofssonová-Zideková | Marie-Laure Brunetová      | Helena Ekholmová      | Olofssonová-Zideková     |
| 2.  | 3. prosince 2010  | Östersund            | sprint             | 7,5 km  | Kaisa Mäkäräinenová      | Miriam Gössnerová          | Darja Domračevová     | Olofssonová-Zideková     |
| 3.  | 5. prosince 2010  | Östersund            | stíhací závod      | 10 km   | Kaisa Mäkäräinenová      | Miriam Gössnerová          | Helena Ekholmová      | Mäkäräinenová            |
| 4.  | 10. prosince 2010 | Hochfilzen           | sprint             | 7,5 km  | Anastasia Kuzminová      | Darja Domračevová          | Kaisa Mäkäräinenová   | Mäkäräinenová            |
| 5.  | 12. prosince 2010 | Hochfilzen           | stíhací závod      | 10 km   | Helena Ekholmová         | Kaisa Mäkäräinenová        | Darja Domračevová     | Mäkäräinenová            |
| 6.  | 16. prosince 2010 | Pokljuka             | vytrvalostní závod | 15 km   | Tora Bergerová           | Kaisa Mäkäräinenová        | Marie-Laure Brunetová | Mäkäräinenová            |
| 7.  | 18. prosince 2010 | Pokljuka             | sprint             | 7,5 km  | Magdalena Neunerová      | Anastasia Kuzminová        | Kaisa Mäkäräinenová   | Mäkäräinenová            |
| 8.  | 8. ledna 2011     | Oberhof              | sprint             | 7,5 km  | Ann Kristin Flatlandová  | Magdalena Neunerová        | Andrea Henkelová      | Mäkäräinenová            |
| 9.  | 9. ledna 2011     | Oberhof              | hromadný start     | 12,5 km | Helena Ekholmová         | Andrea Henkelová           | Světlana Slepcovová   | Mäkäräinenová            |
| 10. | 13. ledna 2011    | Ruhpolding           | vytrvalostní závod | 15 km   | Olga Zajcevová           | Andrea Henkelová           | Helena Ekholmová      | Mäkäräinenová            |
| 11. | 15. ledna 2011    | Ruhpolding           | sprint             | 7,5 km  | Tora Bergerová           | Andrea Henkelová           | Magdalena Neunerová   | Mäkäräinenová            |
| 12. | 16. ledna 2011    | Ruhpolding           | stíhací závod      | 10 km   | Tora Bergerová           | Andrea Henkelová           | Kaisa Mäkäräinenová   | Mäkäräinenová            |
| 13. | 21. ledna 2011    | Anterselva           | sprint             | 7,5 km  | Tora Bergerová           | Anastasia Kuzminová        | Olga Zajcevová        | Mäkäräinenová            |
| 14. | 23. ledna 2011    | Anterselva           | hromadný start     | 12,5 km | Tora Bergerová           | Marie-Laure Brunetová      | Darja Domračevová     | Mäkäräinenová            |
| 15. | 4. února 2011     | Presque Isle         | sprint             | 7,5 km  | Helena Ekholmová         | Tora Bergerová             | Valentyna Semerenková | Ekholmová                |
| 16. | 6. února 2011     | Presque Isle         | stíhací závod      | 10 km   | Tora Bergerová           | Marie Dorinová             | Darja Domračevová     | Ekholmová                |
| 17. | 11. února 2011    | Fort Kent            | sprint             | 7,5 km  | Andrea Henkelová         | Miriam Gössnerová          | Magdalena Neunerová   | Mäkäräinenová            |
| 18. | 12. února 2011    | Fort Kent            | stíhací závod      | 10 km   | Andrea Henkelová         | Magdalena Neunerová        | Marie Dorinová        | Mäkäräinenová            |
| 19. | 13. února 2011    | Fort Kent            | hromadný start     | 12,5 km | Magdalena Neunerová      | Andrea Henkelová           | Darja Domračevová     | Henkelová                |
| 20. | 5. března 2011    | Chanty-Mansijsk (MS) | sprint             | 7,5 km  | Magdalena Neunerová      | Kaisa Mäkäräinenová        | Anastasia Kuzminová   | Mäkäräinenová            |
| 21. | 6. března 2011    | Chanty-Mansijsk (MS) | stíhací závod      | 10 km   | Kaisa Mäkäräinenová      | Magdalena Neunerová        | Helena Ekholmová      | Mäkäräinenová            |
| 22. | 9. března 2011    | Chanty-Mansijsk (MS) | vytrvalostní závod | 15 km   | Helena Ekholmová         | Tina Bachmannová           | Vita Semerenková      | Ekholmová                |
| 23. | 12. března 2011   | Chanty-Mansijsk (MS) | hromadný start     | 12,5 km | Magdalena Neunerová      | Darja Domračevová          | Tora Bergerová        | Mäkäräinenová            |
| 24. | 17. března 2011   | Holmenkollen         | sprint             | 7,5 km  | Magdalena Neunerová      | Tora Bergerová             | Darja Domračevová     | Mäkäräinenová            |
| 25. | 19. března 2011   | Holmenkollen         | stíhací závod      | 10 km   | Anastasia Kuzminová      | Darja Domračevová          | Andrea Henkelová      | Mäkäräinenová            |
| 26. | 20. března 2011   | Holmenkollen         | hromadný start     | 12,5 km | Darja Domračevová        | Anna Bogalijová-Titovecová | Olga Zajcevová        | Mäkäräinenová            |

### Mužská štafeta (4×7,5km)
| Č. | Datum             | Místo                | Vítězové                                                               | Druhé místo                                                                      | Třetí místo                                                                 |
| -- | ----------------- | -------------------- | ---------------------------------------------------------------------- | -------------------------------------------------------------------------------- | --------------------------------------------------------------------------- |
| 1. | 12. prosince 2010 | Hochfilzen           | Norsko Alexander Os Ole Einar Bjørndalen Emil Hegle Svendsen Tarjei Bø | Rakousko Daniel Mesotitsch Tobias Eberhard Christoph Sumann Dominik Landertinger | Francie Vincent Jay Jean-Guillaume Béatrix Lois Habert Martin Fourcade      |
| 2. | 5. ledna 2011     | Oberhof              | Německo Christoph Stephan Alexander Wolf Arnd Peiffer Michael Greis    | Česko Zdeněk Vítek Jaroslav Soukup Ondřej Moravec Michal Šlesingr                | Norsko Alexander Os Lars Bergerová Rune Brattsveen Ole Einar Bjørndalen     |
| 3. | 23. ledna 2011    | Anterselva           | Německo Christoph Stephan Daniel Böhm Arnd Peiffer Michael Greis       | Itálie Christian De Lorenzi Rene-Laurent Vuillermoz Lukas Hofer Markus Windisch  | Norsko Emil Hegle Svendsen Ole Einar Bjørndalen Alexander Os Tarjei Bø      |
| 4. | 11. března 2011   | Chanty-Mansijsk (MS) | Norsko Ole Einar Bjørndalen Alexander Os Emil Hegle Svendsen Tarjei Bø | Rusko Anton Šipulin Jevgenij Usťugov Maxim Maximov Ivan Čerezov                  | Ukrajina Olexander Bilanenko Andrij Deryzemlja Serhij Semenov Serhij Sedněv |

### Ženská štafeta (4×6km)
| Č. | Datum             | Místo                | Vítězové                                                                                        | Druhé místo                                                                                          | Třetí místo                                                                           |
| -- | ----------------- | -------------------- | ----------------------------------------------------------------------------------------------- | --- | ------------------------------------------------------------------------------------- |
| 1. | 11. prosince 2010 | Hochfilzen           | Německo Kathrin Hitzerová Magdalena Neunerová Sabrina Buchholzová Andrea Henkelová              | Ukrajina Oxana Chvostěnková Olena Pidhrušna Vita Semerenková Valentyna Semerenková                   | Norsko Synnøve Solemdalová Ann Kristin Flatlandová Fanny Hornová Tora Bergerová       |
| 2. | 6. ledna 2011     | Oberhof              | Švédsko Jenny Jonssonová Anna Carin Olofssonová-Zideková Anna Maria Nilssonová Helena Ekholmová | Francie Anais Bescond Marie Dorinová Habertová Marie Dorinová Pauline Macabies Marie-Laure Brunetová | Bělorusko Nadežda Skardino Darja Domračevová Naděžda Pisaravová Ludmila Kalinčiková   |
| 3. | 22. ledna 2011    | Anterselva           | Rusko Světlana Slepcovová Anna Bogalijová-Titovecová Natalija Sorokinová Olga Zajcevová         | Švédsko Jenny Jonssonová Anna Carin Olofssonová-Zideková Anna Maria Nilssonová Helena Ekholmová      | Německo Sabrina Buchholzová Kathrin Hitzerová Miriam Gössnerová Andrea Henkelová      |
| 4. | 13. března 2011   | Chanty-Mansijsk (MS) | Německo Andrea Henkelová Miriam Gössnerová Tina Bachmannová Magdalena Neunerová                 | Francie Anaïs Bescondová Marie-Laure Brunetová Sophie Boilleyová Marie Dorinová                      | Bělorusko Nadežda Skardinová Darja Domračevová Naděžda Pisaravová Ludmila Kalinčiková |

### Smíšená štafeta (2x6km + 2x7.5km)
| Č. | Datum             | Místo                | Vítězové                                                                                      | Druhé místo                                                             | Třetí místo                                                              |
| -- | ----------------- | -------------------- | --------------------------------------------------------------------------------------------- | ----------------------------------------------------------------------- | ------------------------------------------------------------------------ |
| 1. | 19. prosince 2010 | Pokljuka             | Švédsko Helena Ekholmová Anna Carin Olofssonová-Zideková Fredrik Lindström Carl Johan Bergman | Ukrajina Olena Pidhrušna Vita Semerenková Serhij Semenov Serhij Sedněv  | Francie Marie-Laure Brunetová Marie Dorinová Vincent Jay Martin Fourcade |
| 2. | 5. února 2011     | Presque Isle         | Německo Kathrin Hitzerová Magdalena Neunerová Alexander Wolf Daniel Böhm                      | Francie Marie-Laure Brunetová Sophie Boilley Vincent Jay Alexis Bœuf    | Rusko Světlana Slepcovová Natalia Guseva Ivan Čerezov Maxim Tchoudov     |
| 3. | 3. března 2011    | Chanty-Mansijsk (MS) | Norsko Tora Bergerová Ann Kristin Flatlandová Ole Einar Bjørndalen Tarjei Bø                  | Německo Andrea Henkelová Magdalena Neunerová Arnd Peiffer Michael Greis | Francie Marie-Laure Brunetová Marie Dorinová Alexis Bœuf Martin Fourcade |

## Celkové pořadí

### Muži

#### Celkově
| Pořadí |                     | Body |
| ------ | ------------------- | ---- |
| 1.     | Tarjei Bø           | 1110 |
| 2.     | Emil Hegle Svendsen | 1105 |
| 3.     | Martin Fourcade     | 990  |
| 4.     | Arnd Peiffer        | 735  |
| 5.     | Ivan Čerezov        | 711  |
| 9.     | Michal Šlesingr     | 592  |
| 44.    | Jaroslav Soukup     | 192  |
| 51.    | Ondřej Moravec      | 117  |
| 66.    | Tomáš Holubec       | 66   |
| 70.    | Zdeněk Vítek        | 47   |

Kompletní pořadí na stránkách IBU.

#### Sprinty
| Pořadí |                     | Body |
| ------ | ------------------- | ---- |
| 1.     | Tarjei Bø           | 393  |
| 2.     | Emil Hegle Svendsen | 369  |
| 3.     | Arnd Peiffer        | 333  |
| 4.     | Martin Fourcade     | 307  |
| 5.     | Michael Greis       | 293  |
| 11.    | Michal Šlesingr     | 209  |
| 48.    | Ondřej Moravec      | 57   |
| 49.    | Jaroslav Soukup     | 53   |
| 61.    | Tomáš Holubec       | 35   |
| 73.    | Zdeněk Vítek        | 22   |

Kompletní pořadí na stránkách IBU. Archivováno 26. 12. 2010 na Wayback Machine.

#### Stíhací závody
| Pořadí |                     | Body |
| ------ | ------------------- | ---- |
| 1.     | Tarjei Bø           | 334  |
| 2.     | Martin Fourcade     | 320  |
| 3.     | Emil Hegle Svendsen | 304  |
| 4.     | Ivan Čerezov        | 229  |
| 5.     | Simon Eder          | 183  |
| 9.     | Michal Šlesingr     | 175  |
| 42.    | Jaroslav Soukup     | 48   |
| 45.    | Ondřej Moravec      | 43   |
| 62.    | Tomáš Holubec       | 22   |
| 71.    | Zdeněk Vítek        | 12   |

Kompletní pořadí na stránkách IBU. Archivováno 14. 8. 2011 na Wayback Machine.

#### Vytrvalostní závody
| Pořadí |                      | Body |
| ------ | -------------------- | ---- |
| 1.     | Emil Hegle Svendsen  | 188  |
| 2.     | Tarjei Bø            | 172  |
| 3.     | Martin Fourcade      | 133  |
| 4.     | Ole Einar Bjørndalen | 126  |
| 5.     | Michael Greis        | 113  |
| 11.    | Michal Šlesingr      | 88   |
| 25.    | Jaroslav Soukup      | 65   |
| 52.    | Ondřej Moravec       | 17   |
| 59.    | Zdeněk Vítek         | 13   |
| 63.    | Tomáš Holubec        | 9    |

Kompletní pořadí na stránkách IBU. Archivováno 14. 8. 2011 na Wayback Machine.

#### Závody s hromadným startem
| Pořadí |                     | Body |
| ------ | ------------------- | ---- |
| 1.     | Emil Hegle Svendsen | 244  |
| 2.     | Martin Fourcade     | 230  |
| 3.     | Tarjei Bø           | 211  |
| 4.     | Jevgenij Usťugov    | 149  |
| 5.     | Lukas Hofer         | 148  |
| 12.    | Michal Šlesingr     | 120  |
| 42.    | Jaroslav Soukup     | 26   |

Kompletní pořadí na stránkách IBU. Archivováno 14. 8. 2011 na Wayback Machine.

#### Štafety
| Pořadí |          | Body |
| ------ | -------- | ---- |
| 1.     | Norsko   | 216  |
| 2.     | Německo  | 199  |
| 3.     | Ukrajina | 163  |
| 4.     | Itálie   | 161  |
| 5.     | Rakousko | 154  |
| 10.    | Česko    | 121  |

Kompletní pořadí na stránkách IBU. Archivováno 26. 12. 2010 na Wayback Machine.

#### Pořadí národů
| Pořadí |          | Body |
| ------ | -------- | ---- |
| 1.     | Norsko   | 7429 |
| 2.     | Německo  | 6990 |
| 3.     | Rusko    | 6507 |
| 4.     | Rakousko | 6381 |
| 5.     | Francie  | 6351 |
| 9.     | Česko    | 5382 |

Kompletní pořadí na stránkách IBU.

### Ženy

#### Celkově
| Pořadí |                     | Body |
| ------ | ------------------- | ---- |
| 1.     | Kaisa Mäkäräinenová | 1005 |
| 2.     | Andrea Henkelová    | 972  |
| 3.     | Helena Ekholmová    | 971  |
| 4.     | Tora Bergerová      | 963  |
| 5.     | Magdalena Neunerová | 952  |
| 43.    | Veronika Vítková    | 139  |
| 64.    | Barbora Tomešová    | 41   |
| 68.    | Gabriela Soukalová  | 35   |
| 81.    | Zdeňka Vejnarová    | 19   |

Kompletní pořadí na stránkách IBU.

#### Sprinty
| Pořadí |                     | Body |
| ------ | ------------------- | ---- |
| 1.     | Magdalena Neunerová | 404  |
| 2.     | Kaisa Mäkäräinenová | 391  |
| 3.     | Tora Bergerová      | 356  |
| 4.     | Andrea Henkelová    | 349  |
| 5.     | Anastasia Kuzminová | 328  |
| 46.    | Veronika Vítková    | 50   |
| 64.    | Barbora Tomešová    | 22   |
| 67.    | Gabriela Soukalová  | 16   |

Kompletní pořadí na stránkách IBU. Archivováno 25. 8. 2011 na Wayback Machine.

#### Stíhací závody
| Pořadí |                     | Body |
| ------ | ------------------- | ---- |
| 1.     | Kaisa Mäkäräinenová | 343  |
| 2.     | Andrea Henkelová    | 303  |
| 3.     | Helena Ekholmová    | 279  |
| 4.     | Tora Bergerová      | 268  |
| 5.     | Darja Domračevová   | 252  |
| 45.    | Veronika Vítková    | 37   |
| 60.    | Gabriela Soukalová  | 19   |

Kompletní pořadí na stránkách IBU. Archivováno 25. 8. 2011 na Wayback Machine.

#### Vytrvalostní závody
| Pořadí |                       | Body |
| ------ | --------------------- | ---- |
| 1.     | Helena Ekholmová      | 173  |
| 2.     | Valentyna Semerenková | 159  |
| 3.     | Olga Zajcevová        | 138  |
| 4.     | Tora Bergerová        | 133  |
| 5.     | Marie-Laure Brunetová | 132  |
| 35.    | Veronika Vítková      | 41   |
| 47.    | Zdeňka Vejnarová      | 19   |
| 49.    | Barbora Tomešová      | 19   |

Kompletní pořadí na stránkách IBU. Archivováno 25. 8. 2011 na Wayback Machine.

#### Závody s hromadným startem
| Pořadí |                     | Body |
| ------ | ------------------- | ---- |
| 1.     | Darja Domračevová   | 236  |
| 2.     | Magdalena Neunerová | 228  |
| 3.     | Tora Bergerová      | 206  |
| 4.     | Andrea Henkelová    | 205  |
| 5.     | Helena Ekholmová    | 195  |
| 50.    | Veronika Vítková    | 11   |

Kompletní pořadí na stránkách IBU. Archivováno 14. 8. 2011 na Wayback Machine.

#### Štafety
| Pořadí |           | Body |
| ------ | --------- | ---- |
| 1.     | Německo   | 206  |
| 2.     | Švédsko   | 190  |
| 3.     | Rusko     | 177  |
| 4.     | Francie   | 177  |
| 5.     | Bělorusko | 175  |
| 12.    | Česko     | 114  |

Kompletní pořadí na stránkách IBU. Archivováno 26. 12. 2010 na Wayback Machine.

#### Pořadí národů
| Pořadí |         | Body |
| ------ | ------- | ---- |
| 1.     | Německo | 7236 |
| 2.     | Rusko   | 6813 |
| 3.     | Švédsko | 6669 |
| 4.     | Francie | 6510 |
| 5.     | Norsko  | 6301 |
| 11.    | Česko   | 4269 |

Kompletní pořadí na stránkách IBU.

### Smíšené štafety
| Pořadí |         | Body |
| ------ | ------- | ---- |
| 1.     | Francie | 150  |
| 2.     | Německo | 148  |
| 3.     | Švédsko | 141  |
| 4.     | Rusko   | 129  |
| 5.     | Itálie  | 121  |
| 16.    | Česko   | 52   |

Kompletní pořadí na stránkách IBU. Archivováno 26. 12. 2010 na Wayback Machine.